# Another Way
Another Way es el primer álbum de la banda americana de pop punk Teenage Bottlerocket. Fue editado el 31 de octubre en vinilo.
Aunque nunca fue editado en CD, posteriormente fue lanzado digitalmente a través de tiendas de música en línea como Amazon, iTunes y eMusic.

## Lista de canciones
- 1 - "Be Stag" – 2:12
- 2 - "Patrick" – 0:50
- 3 - "Go-Go" – 1:46
- 4 - "She Can't Think" – 1:28
- 5 - "Senior Prom" – 2:01
- 6 - "Mini Skirt" – 1:48
- 7 - "Pull the Plug" – 2:02
- 8 - "Rebound" – 2:23
- 9 - "Opportunity" – 2:48
- 10 - "Rathead" – 1:33
- 11 - "Another Way" – 3:24

## Músicos
- Ray Carlisle - bajo y voz
- Joel Pattinson - guitarra
- Brandon Carlisle - batería

- Datos: Q4770385